# Hypenagonia vexatariola
Hypenagonia vexatariola är en fjärilsart som beskrevs av Embrik Strand 1920. Hypenagonia vexatariola ingår i släktet Hypenagonia och familjen nattflyn. Inga underarter finns listade i Catalogue of Life.